# 方面システム通信群
方面システム通信群（ほうめんシステムつうしんぐん）は、陸上自衛隊の各方面隊隷下のシステム通信科部隊であり、5個群が編成されている。方面隊内各駐屯地・部隊との通信確保が主任務としている。かつては、方面通信群（ほうめんつうしんぐん）であり、方面システム通信群へは、2019年（平成31年）以降、順次改編された。

## 概要
方面隊内各駐屯地・部隊との通信確保や方面隊内におけるシステム通信に関する事項も任務としている。そのため、関係各部隊のシステム通信部門とも密接に連携している。部隊は、基地システム通信大隊や指揮所通信大隊、中枢交換通信中隊等で編成されており、1等陸佐が指揮を執る。
方面隊の通信確保のため、群全部が同一駐屯地に所在することはなく、群本部・基地通信部隊本部・野外通信部隊（指揮所通信大隊、中枢交換通信隊）は方面総監部の駐屯する駐屯地に所在し、師団・旅団司令部所在駐屯地および管内に所在する各駐屯地・分屯地に派遣隊が置かれる。方面通信群は、かつて群本部と基地通信部隊の基地通信大隊およびシステム管理隊、野外通信部隊の通信運用大隊、搬送通信大隊・中隊、通信支援中隊から編成されていたが昨今の任務増加・定員削減・通信システムの発展・日本の軍事ドクトリンの変化から野外通信部隊が指揮所通信大隊・中枢交換通信（中）隊に改編された。
2019年（平成31年）3月に西部方面通信群を西部方面システム通信群へ、2020年（令和2年）3月に東部方面通信群が東部方面システム通信群へと改編されており、その際に群直轄のサイバー防護部隊として、システム防護隊が編成された。なお、このシステム防護隊は、2021年（令和3年）にサイバー防護隊へと編入された。
2022年（令和4年）3月に北部方面システム通信群、東北方面システム通信群、中部方面システム通信群が改編されている。
| 通信区分 | 陸上幕僚監部等         | 方面隊                                  | 師団・旅団                              | 連隊等                                  |
| 基地通信 | 中央基地システム通信隊 | 方面システム通信群/基地システム通信大隊 | 方面システム通信群/基地システム通信大隊 | 方面システム通信群/基地システム通信大隊 |
| 野外通信 | 中央野外通信群         | 方面システム通信群                      | 師団通信大隊・旅団通信隊                | 連隊本部管理中隊通信小隊等              |

## 部隊一覧
- 北部方面システム通信群（札幌駐屯地）：北部方面隊
- 東北方面システム通信群（仙台駐屯地）：東北方面隊
- 東部方面システム通信群（朝霞駐屯地）：東部方面隊
- 中部方面システム通信群（伊丹駐屯地）：中部方面隊
- 西部方面システム通信群（健軍駐屯地）：西部方面隊

## 部隊組織
方面システム通信群の編制
- 方面システム通信群本部
- 方面システム通信群本部中隊
- 基地システム通信大隊
  - 基地システム通信中隊
  - 基地通信中隊
- 指揮所通信大隊
- 中枢交換通信中隊

### 基地システム通信大隊
基地システム通信大隊は、各方面システム通信群隷下の部隊であり、その隷下に基地システム通信中隊および複数の基地通信中隊を置く。基地システム通信中隊は方面総監部の、基地通信中隊は師団司令部等の所在する駐屯地に所在し、派遣隊が管内の各駐屯地に配置される。これらは基地通信部隊として、駐屯地間の通信および駐屯地内の通信および指揮システム等の維持管理にあたる。派遣隊には駐屯地の名称が付けられる（例　多賀城駐屯地：第303基地システム通信中隊多賀城派遣隊）。基地通信大隊とシステム管理隊の再編により、編成された。
- 第101基地システム通信大隊（札幌駐屯地）北部方面システム通信群
- 第103基地システム通信大隊（仙台駐屯地）東北方面システム通信群
- 第105基地システム通信大隊（朝霞駐屯地）東部方面システム通信群
- 第104基地システム通信大隊（伊丹駐屯地）中部方面システム通信群
- 第102基地システム通信大隊（健軍駐屯地）西部方面システム通信群

### 指揮所通信大隊
野外通信部隊として、通信運用大隊の改編により編成された。
- 第101指揮所通信大隊（札幌駐屯地）北部方面システム通信群
- 第102指揮所通信大隊（仙台駐屯地）東北方面システム通信群
- 第105指揮所通信大隊（朝霞駐屯地）東部方面システム通信群
- 第104指揮所通信大隊（伊丹駐屯地）中部方面システム通信群
- 第103指揮所通信大隊（健軍駐屯地）西部方面システム通信群

### 中枢交換通信隊・中枢交換通信中隊
中枢交換通信隊および中枢交換通信中隊は、主な任務としては、部隊間での交信を可能にするため、無線回線および有線の構成等を実施する部隊である。北部方面隊のみ中隊より大きい隊編成となっている。2001年（平成13年）3月の第102搬送通信大隊から第101中枢交換通信隊への改編を皮切りに2016年（平成28年）3月の第304搬送通信中隊の第304中枢交換通信中隊で改編が完了した。
- 第101中枢交換通信隊（札幌駐屯地）北部方面システム通信群
- 第301中枢交換通信中隊（仙台駐屯地）東北方面システム通信群
- 第304中枢交換通信中隊（朝霞駐屯地）東部方面システム通信群
- 第303中枢交換通信中隊（伊丹駐屯地）中部方面システム通信群
- 第302中枢交換通信中隊（健軍駐屯地）西部方面システム通信群

### システム防護隊
方面通信群の方面システム通信群への改編に伴い、群内に編成された。サイバー防護を任務としていた。2021年（令和3年）にサイバー防護隊へ編入された。
- 第301システム防護隊（健軍駐屯地）西部方面システム通信群：2019年（平成31年）3月26日新編。
- 第302システム防護隊（朝霞駐屯地）東部方面システム通信群：2020年（令和2年）3月26日新編。

## かつての方面通信群の編制
方面通信群の編制（新編時）
- 方面通信群本部
- 方面通信群本部中隊
- 基地通信大隊
- 通信運用大隊
- 搬送通信大隊・中隊
- 通信支援中隊：北部方面通信群の第301通信支援中隊（札幌駐屯地）および西部方面通信群の第302通信支援中隊（健軍駐屯地）

方面通信群の編制（野外通信部隊改編後）
- 方面通信群本部
- 方面通信群本部中隊
- 基地システム通信大隊
  - 基地システム通信中隊
  - 基地通信中隊
- 指揮所通信大隊
- 中枢交換通信中隊（北部方面通信群のみ隊編成）